# リッチー・グレイ
リッチー・グレイ（Richie Gray、1989年8月24日 - ）は、ジャパンラグビーリーグワンのトヨタヴェルブリッツに所属するラグビーユニオン選手。スコットランド代表として79キャップを持つ。

## プロフィール
- スコットランド・グラスゴー出身。
- ポジションはロック(LO)。
- 弟のジョニーもラグビー選手[2]。
- U20スコットランド代表に選ばれたことがある[3]。
- ワールドカップ2011・ワールドカップ2015・ワールドカップ2023に、スコットランド代表として出場した[4]。
- ブリティッシュ・アンド・アイリッシュ・ライオンズに選ばれたことがある[5]。

## 略歴
2008年、グラスゴー・ウォリアーズに加入。2010-11シーズンでは、プロ12ドリームチームに選出された。 
2010年のシックス・ネイションズ・チャンピオンシップのフランス戦において、スコットランド代表としてリザーブ出場し、初めて代表キャップを獲得した。 
2011年11月、イングランドのセール・シャークスと契約。  
2013年5月、フランスのカストル・オランピックと契約。 
2013年のブリティッシュ・アンド・アイリッシュ・ライオンズのオーストラリア遠征メンバーに選ばれた。 
2015年11月24日、スタッド・トゥールーザンと4年契約。2019年にトップ14で優勝した。
2020年1月16日、グラスゴー・ウォリアーズへ復帰。2024年、ユナイテッド・ラグビー・チャンピオンシップで優勝した。 
35歳を過ぎた2024年10月4日、海外チームでのプレーを求めて、グラスゴー・ウォリアーズ退団を発表した。 
2024年10月15日、ジャパンラグビーリーグワンのトヨタヴェルブリッツへの加入を発表した。同年12月22日に行われたJAPAN RUGBY LEAGUE ONE第1節カンファレンスBスピアーズ船橋・東京ベイ戦にて先発出場でリーグワン公式戦初出場を果たした。